# Pascual Orozco Merino
El coronel Pascual Orozco Merino fue un militar mexicano que participó en la Revolución mexicana. Nació en la sierra occidental de Chihuahua, en 1859. Era pequeño comerciante en San Isidro. Participó en la lucha contra Porfirio Díaz como colaborador de su hijo Pascual Orozco, y alcanzó el grado de coronel. Fue diputado suplente a la legislatura local del estado de Chihuahua durante el periodo de Francisco I. Madero, al que luego desconoció. Participó activamente en la revuelta, y en octubre de 1912 fue arrestado en Estados Unidos por violar las leyes de neutralidad. Se le atribuye gran influencia política en su hijo, al que predispuso por su ambición. También, reconoció a Victoriano Huerta, quien lo envió como emisario de paz ante el zapatismo. 
Murió fusilado por orden de Emiliano Zapata en agosto de 1913, cuando, en condición de prisionero, le fue descubierta una misiva que intentaba enviar a su hijo Pascual Orozco en la que, con ayuda de un croquis, señaló los puntos débiles de las posiciones del ejército zapatista para ser rescatado y, de ser posible, disolver de una vez por todas el Ejército Libertador del Sur.
Existe un relato que dice que,mientras Don Pascual intentaba negociar con Zapata,en secreto,su hijo Pascual había enviado un contingente de entre 200 a 300 federales orozquistas a Morelos para (supuestamente) auxiliar al mensajero,pero que Zapata se entero,no nada más por la misiva ya mencionada,sino por un aviso de Genovevo de la O,que vio entrar ese contingente de federales orozquistas a su territorio,por lo que mientras arrestaba a Orozco padre (para fusilarlo de inmediato),Zapata ordenó que se aniquilara a ese contingente de federales "Colorados" (como se les llamaba a los subordinados de Orozco) ,cosa que hicieron Genovevo de la O y Eufemio Zapata.
Al enterarse del destino de su padre y de esa tropa,buscando venganza,Pascual Orozco preparo a 8000 federales para ir a Morelos y combatir a Zapata,algo que incluso Manuel Mondragon llegó a afirmar a un periódico,pero ,Victoriano Huerta le negó el permiso y en vez de Orozco,envió de nuevo a Juvencio Robles,que con sus métodos de tierra quemada,empeoró la situación para el ejército federal en Morelos y acabaria fortaleciendo más a Zapata.